# Natale Masuccio

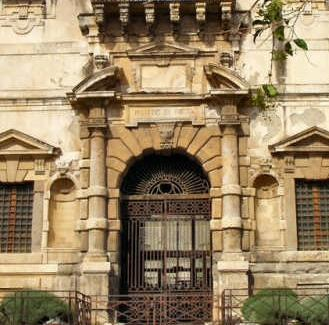
O portal do Monte di Pietà em Messina

Natale Masuccio (Messina, entre 1561 e 1568 – 1619) foi um arquiteto e jesuíta italiano, sendo um dos arquitetos mais importantes da Sicília na transição entre o maneirismo e o barroco.

## Biografia
Não há informações sobre o início de sua formação. Ele entrou na ordem jesuíta e foi enviado por ela a Roma em 1597 para aperfeiçoar seus estudos em arquitetura, estes talvez iniciados em Messina, visto que na época de seu chamado na sede da ordem ele já tinha uma idade madura. Masuccio então foi capaz de iniciar seu primeiro treinamento em um ambiente cultural mais avançado, como era a ordem dos jesuítas em Messina, e pode ter estado em contato com Andrea Calamech, que também colaborou com os jesuítas e que tinha trazido para Messina a influencia do maneirismo toscano, que  caracterizaram a obra de Masuccio. Igualmente evidente a influência do estilo de Giacomo Del Duca ativo em Messina na última década do século XVI. 
Em Roma Masuccio teve a oportunidade de solidificar a sua formação técnica,  aprendendo sobre as últimas pesquisas de arquitetura e estando em contato com as pessoas, como Giacomo della Porta. Na viagem de volta foi capturado por piratas e, em seguida, liberado graças de um navio dos Cavaleiros de Malta, com os quais ele viajou para Valletta, onde lhe são atribuídos  diversos projetos hidráulicos. Em seu retorno à Sicília em 1602 foi trabalhou no projeto e supervisão de obras relacionadas com as obras de construção dos jesuítas, como era o costume da ordem, tornando-se o primeiro arquiteto da Província Jesuíta da Sicília.
Ele trabalhou exclusivamente na Sicília e, além de Messina e Palermo, também produziu obras em Trapani e Sciacca.
Em 1616, na sequência de uma discussão violenta com o Padre Provincial foi expulso da ordem, tornando-se o arquiteto do Senado em Messina, que já em 1611 o havia contratado para construir um novo aqueduto da cidade e no mesmo ano ele projetou sua obra mais famosa, o Palacio do Monte di Pietà.